# 格朗德库尔
格朗德库尔（法語：Grandecourt，法語發音：[ɡʁɑ̃dkuʁ]）是法国上索恩省的一个市镇，属于沃苏勒区。

## 地理
格朗德库尔（47°38'2"N, 5°51'27"E）面积3.39 平方千米，位于法国勃艮第-弗朗什-孔泰大區上索恩省，该省份为法国东部内陆省份，北起顺时针与孚日省、贝尔福地区省、杜省、汝拉省、科多尔省和上马恩省接壤。
与格朗德库尔接壤的市镇（或旧市镇、城区）包括：沃孔库尔-内沃赞、费德里、特莱、瓦讷。

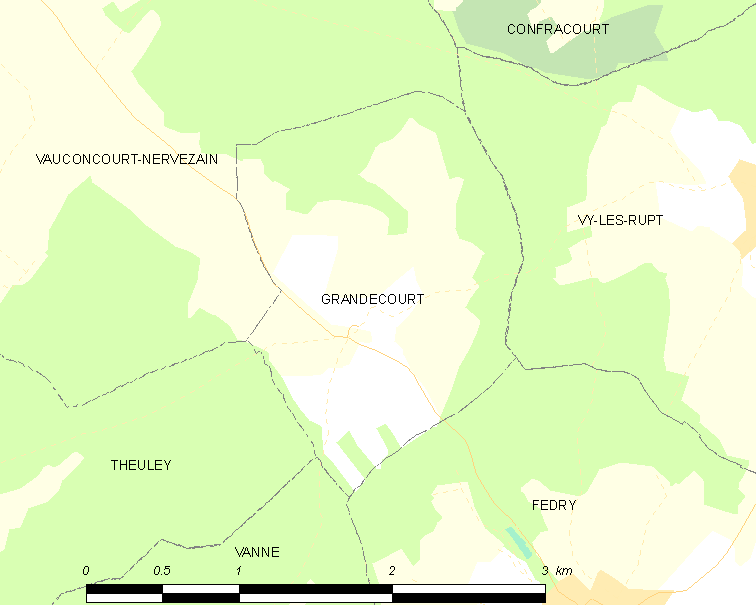
格朗德库尔的OSM定位图

格朗德库尔的时区为UTC+01:00、UTC+02:00（夏令时）。

## 行政
格朗德库尔的邮政编码为70120，INSEE市镇编码为70274。

## 政治
格朗德库尔所属的省级选区为萨隆河畔当皮埃尔县。

## 人口

1962-2008年间格朗德库尔人口变化图示

格朗德库尔于2022年1月1日时的人口数量为48人。